# Terebellides williamsae
Terebellides williamsae är en ringmaskart som beskrevs av Jirkov 1989. Terebellides williamsae ingår i släktet Terebellides och familjen Trichobranchidae. Inga underarter finns listade i Catalogue of Life.